# Regimiento de Granaderos SS (1.º Búlgaro)
El Regimiento de Granaderos SS (1.º Búlgaro) (en alemán: Waffen-Grenadier Regiment der SS (Bulgarisches Nr. 1)) se formó en la Segunda Guerra Mundial cuando Bulgaria abandonó los poderes del Eje y se unió a los Aliados en septiembre de 1944. Se hizo de los 600 trabajadores y soldados búlgaros voluntarios que no estaban de acuerdo con la decisión de su gobierno de cambiar su lealtad.
La mayoría de los voluntarios estaban en Alemania en ese momento o adscritos a unidades militares alemanas y estaban dispuestos a continuar la lucha contra el comunismo. La unidad prometió lealtad al gobierno búlgaro en el exilio de Aleksandar Tsankov.
La unidad fue reequipada con armamento antitanque en abril de 1945 y pasó a llamarse SS Panzer Zerstörer Regiment (Regimiento de Destructores de Tanques de las SS). Alemania esperaba que el regimiento proporcionara el núcleo para una nueva División de Granaderos SS, pero como faltaban hombres, este objetivo no se pudo lograr antes del final de la guerra.

## Comandantes
- SS-Standartenführer Günther Anhalt
- SS-Oberführer Heinz Bertling
- SS-Oberführer Bogosanow
- SS-Oberführer Rogosaroff